# Thomas W. Lawson (veliero)
La Thomas W. Lawson è stata uno schooner a sette alberi con chiglia in acciaio varato in luglio 1902 nel cantiere navale Fore River Shipyard di Quincy, nel Massachusetts.
Il nome deriva dal milionario di Boston Thomas W. Lawson, presidente in quegli anni della Boston Bay State Gas Company.
La Thomas W. Lawson è stata l'unico veliero a sette alberi mai costruito.

## Storia
Fu costruita per la  compagnia Coastwise Transportation Co. (John G. Crowley) di Boston, che la usò per quattro anni per il trasporto di carbone lungo la costa atlantica degli Stati Uniti. Nel 1906 la nave venne ristrutturata nel cantiere Newport News Shipbuilding & Drydock Co. per renderla adatta al trasporto di petrolio.
Per conto della Sun Oil Co. di Filadelfia, fu usata per il trasporto di petrolio dalla costa del Texas alla costa est degli Stati Uniti. La Thomas W. Lawson è stata la prima petroliera con propulsione interamente a vela.   

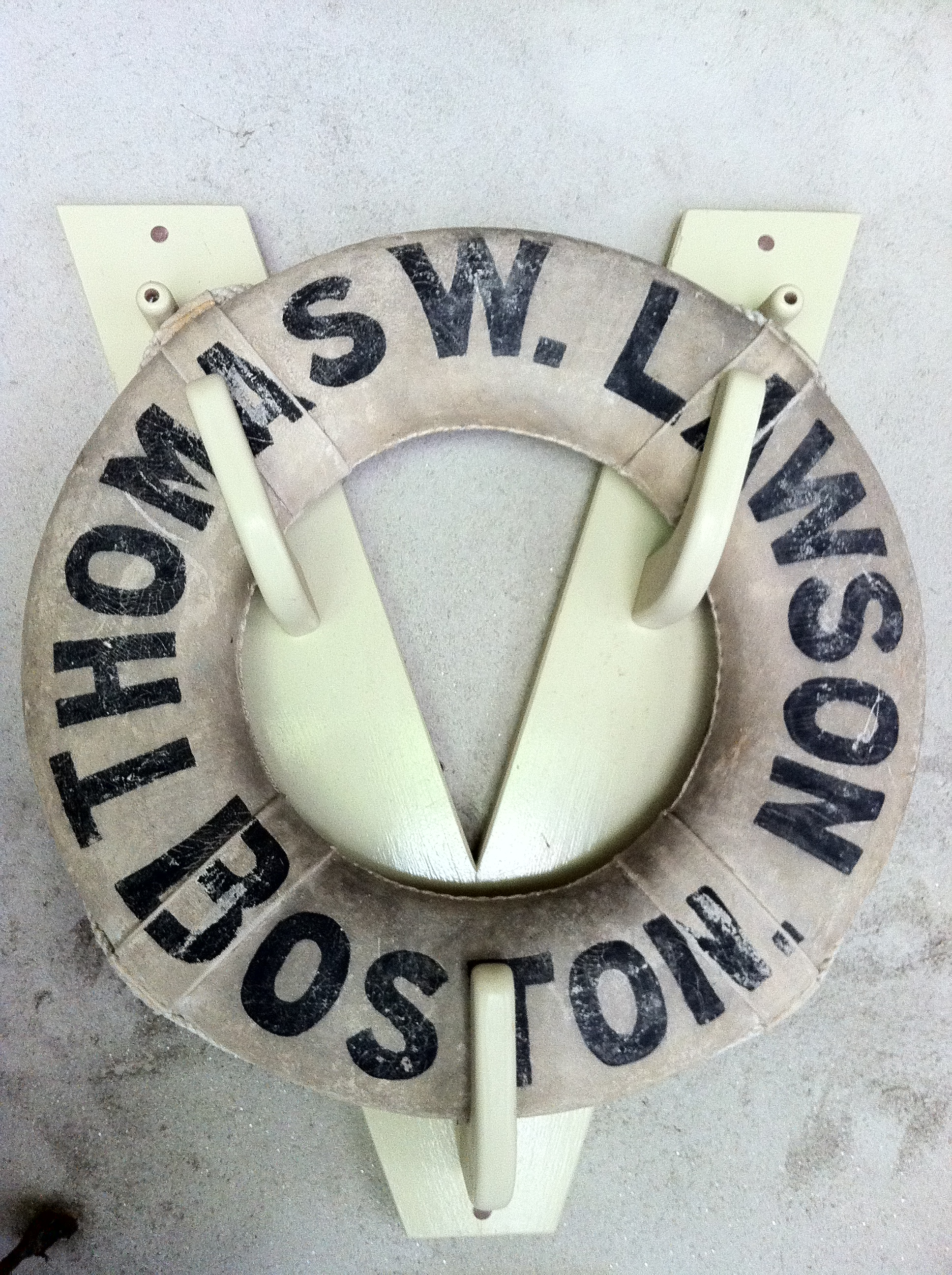
Un salvagente della Thomas W. Lawson.

Durante il suo primo viaggio transatlantico da Filadelfia a Londra con un carico di kerosene, nella notte tra il 13 e il 14 dicembre 1907 incontrò una violenta tempesta al largo delle isole Scilly, vicino alla Cornovaglia. Il capitano George W. Dow, giudicando che la nave non fosse in grado di superare le isole, decise di fermare la nave gettando le ancore, ma durante la notte le catene si ruppero e il veliero andò alla deriva, naufragando contro alcuni scogli. Dei 18 uomini dell'equipaggio si salvarono solo il capitano George W. Dow e il macchinista E. Rowe.
Il carico di 58.000 barili di kerosene si disperse interamente in mare. È considerato il primo disastro ambientale da versamento di idrocarburi della storia.